# Elecciones parlamentarias de Micronesia de 2007
Las elecciones parlamentarias de los Estados Federados de Micronesia tuvieron lugar el 6 de marzo de 2007. Se presentaron treinta y cinco candidatos para los catorce escaños del Congreso.

## Sistema de elección
Diez de los catorce escaños del Congreso se eligen para dos años mediante circunscripciones uninominales. Los otro cuatro senadores tienen un mandato de cuatro años y se elige uno por estado. Entre estos cuatro senadores se deberá elegir al presidente y vicepresidente del país.

## Candidatos
En Micronesia no existen partidos políticos aunque no están prohibidos. Así todos los candidatos fueron independientes. El estado de Chuuk fue donde se presentaron un mayor número de candidatos, diecinueve. Chuuk es además el estado con mayor número de senadores, seis. En Pohnpei, donde se votaba por cuatro senadores, había diez candidatos. En Kosrae y Yap, que cuentan con dos senadores cada uno, se presentaron cinco candidatos en cada estado. En sólo dos circunscripciones se presentó un único candidato, en las estatales de Yap y Kosrae. Fueron, respectivamente, Ali L. Alik y el entonces presidente Joseph J. Urusemal. En total doce senadores intentaron la reelección.

## Resultados
Los senadores elegidos por circunscripciones uninominales fueron Paliknoa K. Welly, Dohsis Halbert, Dion G. Neth, Fredrico O. Primo, Peter Sitan, Tesime Kofot, Joe N. Suka, Tiwiter Aritos, Moses A. Nelson, Isaac V. Figir. Los cuatro senadores estatales fueron Joseph J. Urusemal, Resio S. Moses, Manny Mori y Alik L. Alik. Estos dos últimos fueron elegidos Presidente y Vicepresidente por el Congreso del 11 de mayo de ese año. Fueron sustituidos en sus puestos en el congreso por Claude H. Phillip y Setiro Paul.